# ناوچوو (استان اشوی‌داشکسیه)
ناوچوو (به لهستانی: Nałęczów) یک منطقهٔ مسکونی در لهستان است که در گمینا کونگسکیه واقع شده‌است. ناوچوو ۱۴۰ نفر جمعیت دارد.